# 中山神社 (津山市)
35°06′N 134°00′E / 35.1°N 134°E
中山神社（日语：／ Nakayama-Jinja */?）是日本岡山縣津山市一宮的神社，社格是名神大社、美作國一宮、國幣中社和別表神社，祭神是鏡作神，神宮寺是真應寺（神應寺），本地佛是文殊菩薩。氏子方面，根據《日本社寺大觀》和《神社名鑑》記載是550戶，《式內社調查報告》指是700戶，《岡山縣神社誌》則稱是780戶，氏子地區是一宮、山方、小原、上河原、西田邊、東一宮、東田邊和北園町的一部分。文化財方面，本殿是重要文化財，幣殿和拜殿是登錄有形文化財，祝木、神門、戰國武將文書、惣神殿和太鼓是津山市指定文化財。

## 位置與名稱

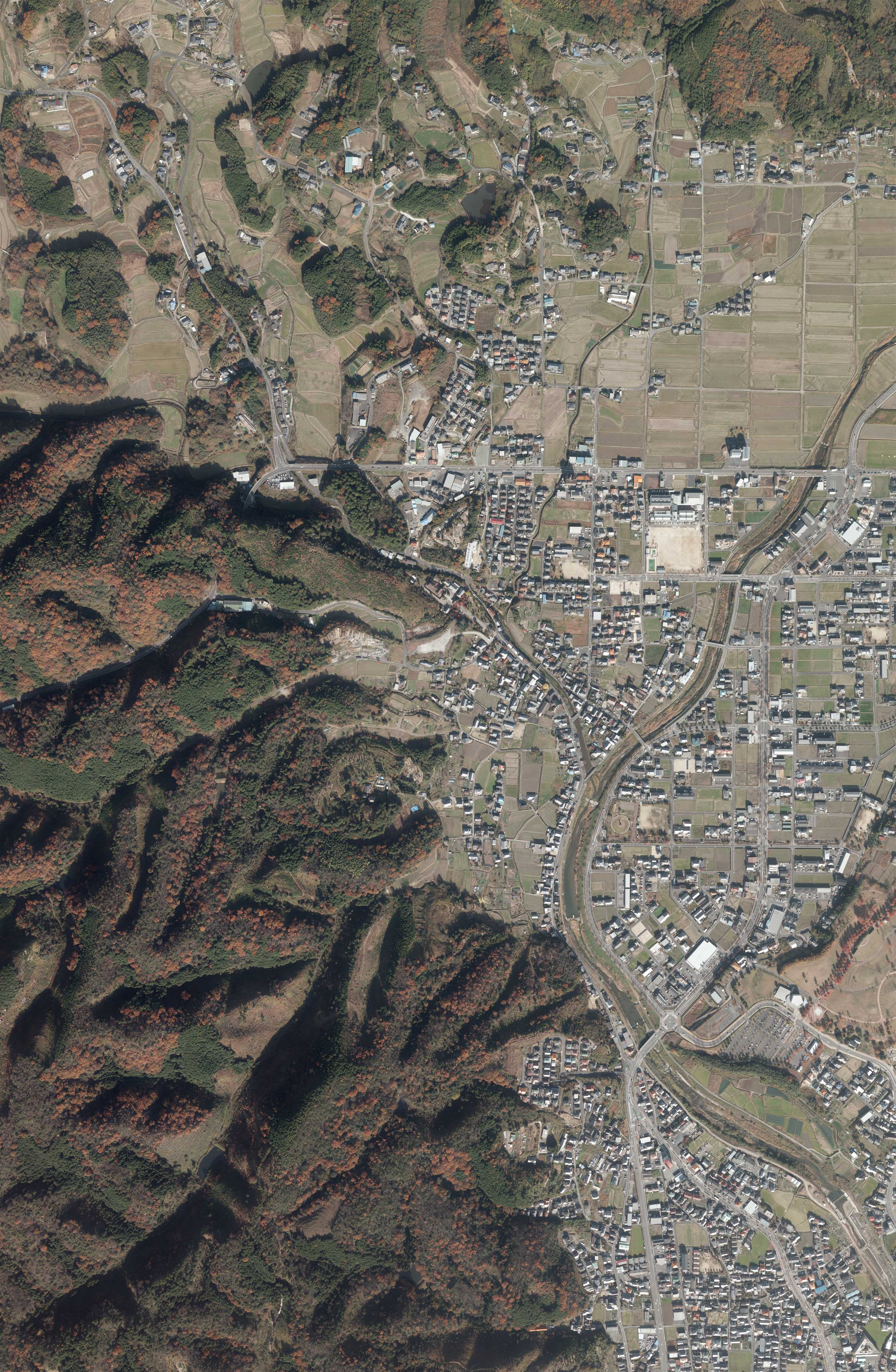
神社一帶的俯瞰圖

神社位於津山盆地內神樂尾山系的長尾嶽（長尾峯）的東邊山麓，東面是流向盆地中心地帶吉井川的宮川，為鵜之羽川與橫野川的交匯點，鄰近難波酒造，以南六公里則是津山站。行政區劃方面，神社原屬美作國苫田郡，根據《角川日本地名大辭典》的說法，神社在中世時位於苫西郡一宮莊的範圍內，後為西一宮村、西北條郡西一宮村、苫南郡西一宮村和苫田郡一宮村。
不過根據《延喜式神名帳》記載，神社位於苫東郡內，《美作國神名帳》也記載神社位於苫東郡，並且指出是在苫田鄉內，《日本歷史地名大系》則指也有可能是高田鄉，如果依從苫西郡說法的話，《作陽誌》和《津山市史》等則主張為田邊鄉，大字是西一宮，1954年改為一宮，字是長良嶽。
根據《延喜式》吉田家本記載，神社名稱為「中山」（チウサン），《今昔物語集》稱為「中參」，《梁塵秘抄》也唸作Chūsan（ちうさん），均採用音讀，《中山神社資料》則稱最初是Chūsen（チュウセン），後來變成Chūzen（チュウゼン），漢字標記以「中山」為主，也有使用「仲山」，神社在《日本三代實錄》中有被提及五次，其中兩次使用後者。根據《中山神社資料》說法，中山源於神社位於神樂尾山和黑澤山之間的中山，《作陽誌》則指源於備前國和備中國邊界的吉備中山，該山為吉備津神社的後山。與備前國的吉備津彥神社和備後國的吉備津神社不同，原本也同屬吉備國的美作國沒有沿用吉備津作為神社的名稱。這是由於美作國盛產鐵，也受到中國典籍《中山經》對鐵的相關描述的影響而來。同時，《中山經》也對神社名稱採用音讀造成影響。
根據《一宮社傳書》記載，神社在養老5年（721年）6月中旬獲元正天皇授予「中山大神宮」的稱號，根據《仲山神社舊記拔書》記載，神社在正慶2年3月9日（1333年4月23日，元弘3年）獲敕使來訪，當時的祝詞中便有提到「中山太神宮」，永祿2年（1559年）尼子晴久興建社殿時的棟札也有同樣記載。另外，《類聚既驗抄》和《作陽誌》等則稱為「中山大明神」，為神社在近世時的普遍稱呼。時至今日，神社在當地已經改用訓讀來發音，也稱作一宮或南宮。

## 歷史

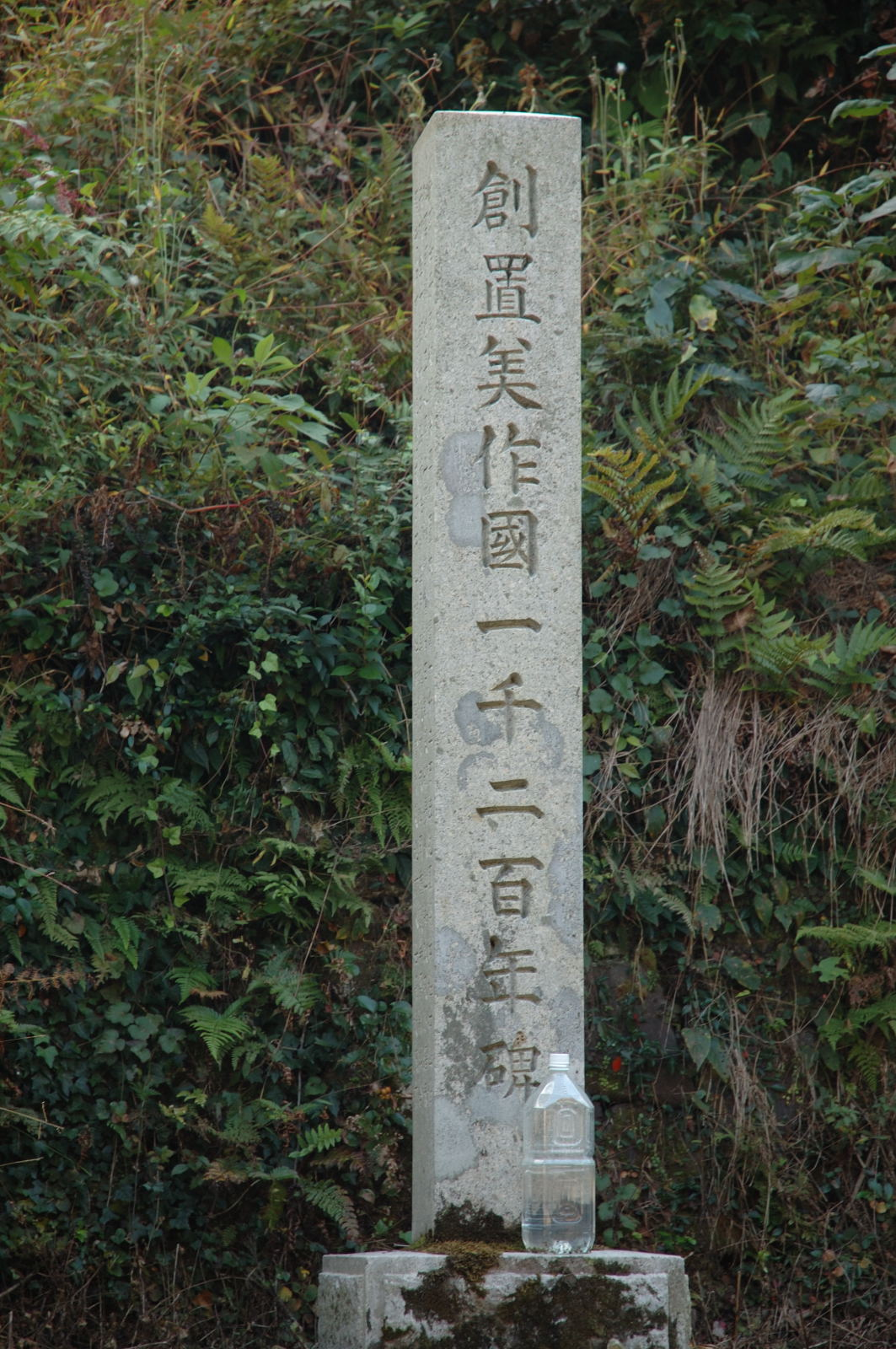
創置美作國一千二百年碑

根據《一宮由緒之傳記大略》記載，神明在慶雲3年（706年）5月上旬於英田郡楢原現身，同年9月21日（11月1日）前往田邊鄉霧山，翌年4月3日（707年5月8日）於中山現身，並且受到當地居民中島賴名供奉，同年8月13日（9月13日）興建臨時社殿，和銅元年2月6日（708年3月2日）正式遷宮。不過，《式內社調查報告》引述《續日本紀》指出美作國在和銅6年4月3日（713年5月1日）從備前國獨立，由於月日相同，因此推測神社是在美作國獨立時勸請自吉備津神社而創建，加上按《中山神社緣由》等記載，中山大神曾經在有木和東內等人面前現身，而在吉備津神社神職的頭梁中便有人叫有木。與此同時，根據《備後國一宮社記》記載，有木也負責備後國吉備津神社的遷座，這些都反映美作國的有木可能也是其同族。
神社在史料上最早見於《日本三代實錄》貞觀2年正月27日（860年2月22日）條，其神階從正五位下升至從四位下，《式內社調查報告》指這是由於美作國在貞觀元年（859年）11月舉行的清和天皇大嘗祭時擔任主基國，神社作為美作國神社的代表而獲昇敘。貞觀6年8月14日（864年9月18日），神社獲列為官社，《式內社調查報告》推測這是美作國首次有神社獲列為官社。貞觀7年7月26日（865年8月21日），神社的神階升至從三位，貞觀17年4月5日（875年5月13日）再升至正三位。根據《式內社調查報告》的說法，神社的神階在短時期內多次獲昇敘是源於美作國國守多由武官或兵部卿兼任，反映美作國在軍事方面受到重視，加上藤原良房也希望加強軍事力，從而讓產鐵的美作國得到重視。
仁和4年11月8日（888年12月14日），神社獲大神寶使來訪。根據《延喜式神名帳》記載，神社是美作國11座式內社之一，也是苫東郡兩座式內社之一，同時是美作國唯一的名神大社。天慶5年4月11日（942年5月28日），根據《本朝世紀》記載，由於各神社在東西諸國賊亂時祈禱有功，因此神階均升一階，神社也因此升至正二位。永保元年2月10日（1081年3月22日），根據《外記勘文》記載，由於各神社均升一階，神社也因此升至正一位。
寬仁元年10月2日（1017年10月24日），根據《左經記》記載，在後一條天皇即位後翌年的大祓時，五畿七道內總共58座神社奉獻一代一次的幣帛神寶，神社也是山陽道內僅有的四座有份奉獻的神社之一，其餘分別是播磨國伊和神社、備中國吉備津彥神社和安藝國嚴島神社。嘉承2年（1107年），神社在源義親之亂爆發時舉行誅罰源義親的矛祭奏效，在《梁塵秘抄》也獲稱為逢坂關以西的軍神。永萬元年（1165年）6月，根據收錄於《永萬文書》內的《神祇官諸社年貢注文》，神社也有份上繳年貢。建久2年（1191年）10月，根據收錄於《島田文書》內的《長講堂所領注文》記載，神社負責長講堂的簾，此文獻也寫有「美作一宮」，為神社作為一宮在文獻上首次有記載。寬元3年11月13日（1245年12月3日），根據收錄於《嚴島野坂文書》內的《太政官符案》記載，山陽道諸國的國司奉太政官之命，要求神社奉獻幣帛神寶，神社也是其中之一。
弘安8年（1285年）冬天，一遍到訪神社，根據《一遍聖繪》記載，神社的神官以污穢之人和非人跟隨在一遍身後為由，拒絕讓其穿過樓門，一遍便在樓門外設置踊屋讓非人等內進，自己也前往新善光寺等候。此時，禰宜夢到長良嶽地動山搖，並且有大量大蛇現身，神明在夢中稱由於神社是法性之宮，因此希望與一遍結緣。御御供之釜也震動起來，神明表示要以此釜來煮粥，並且讓一遍接受此供養，一遍和時眾也獲准前往拜殿，向結緣的土豪和農民等人講法，在樓門外的非人等則獲施捨以御御供之釜煮成的粥。
天文2年（1533年），苫田鄉的國人和農民等在神社發動土一揆以對抗入侵的尼子氏，最終尼子晴久在神社放火，社殿均悉數焚毀。永祿2年（1559年），根據收錄於《中山神社文書》內的《尼子晴久判物》記載，晴久重建社殿，並且下令復辦祭禮。永祿12年（1569年），根據收錄於《美作古簡集》內的《毛利元就判物》記載，趕走尼子氏的毛利氏也向社家要求一如往年舉行祭禮和修建等事項。在近代社格制度實施後，神社在明治4年6月29日（1871年8月15日）列為國幣中社。1948年9月30日，神社本廳制定「幹部和職員去留相關規定」（役職員進退に関する規程，《規程第15號》），神社列於其中第五條提到的「記載於別表的神社」（別表に掲げる神社）之內，即別表神社。

## 祭神
- 惣神殿
- 國司神社
- 御先神社
- 猿神社

神社的祭神是鏡作神，配神是天糠戶神和石凝姑神，鏡作神是天糠戶神之子，本名石凝姑神，為天孫降臨時與瓊瓊杵尊一同降臨葦原中國的五部神之一，鏡作神的說法則源於神社附近的地名香香美與鏡的日語發音相同，推測當地很有可能曾經製作鏡子而來，石凝姑神在天照大神隱身於天岩戶時便製作了三神器之一的八咫鏡。配神方面，另有大己貴神和瓊瓊杵尊的說法，這是基於出雲國的影響力，加上津山盆地以前為湖泊，吉備海部等海人族曾經沿吉井川到達此地而來。此外，神社的祭神自古存在多種說法，分別有大己貴神（《延喜式頭注》）、中山祇神（《諸國神名帳》）、吉備武彥（《作陽誌》）、吉備津彥命（《大日本史》和《神祇志料》）、猿神（《今昔物語集》和《宇治拾遺物語》、「石凝姥命、天糠戶命、天鏡命」（松岡恕庵）和金山彥神（平田篤胤）。
大己貴神和中山祇神是基於地主神而來的說法，社傳稱大己貴神自願將神社讓給中山神，並且退至境內的祝木神社或國司神社，原本供奉大己貴神的伽多野部長者乙丸則由於嫉妬其遷座而被中山神的從神贄賄㹳狼神驅逐至弓削莊。吉備武彥和吉備津彥命的說法則源於神社勸請自吉備津神社而來。此外，猿神說法可能是基於古人會入山採集鐵礦沙或製鐵用的木材，從而將山神視作猿神，也有可能是指本殿後方約50米處的猿神社。另外，石凝姥命、天糠戶命、天鏡命和金山彥神的說法則基於神社與製鐵有關而來，神社在列為國幣中社時便以金山彥命為祭神，按平田篤胤的說法，金山彥命源於美濃國中山的金山彥神社。其後，神社雖然多次提出將祭神改為鏡作神，但是均不獲接納，直至1946年神社作為宗教法人成立時才成功將祭神改為鏡作神。
攝末社有惣神殿（惣神社、總神社、總神殿）、國司神社（國司社）、御先神社（御先社、御崎神社）、猿神社和祝木神社。惣神殿位於神樂殿以北，建於寬保2年（1742年），為長8.25尺（約2.5），寬7.42尺（約2.25）的春日造建築，檜皮葺屋頂，建有長7尺（約2.12），寬2.59尺（約0.78）的向拜，以舊攝末社和美作國內的所有神明為祭神，合祀有幸宮、宇都宮和小原神社。國司神社和御先神社位於本殿和拜殿以西，其中國司神社建於1877年，最初位於御手洗川附近，1913年轉移至現址，為流造建築，以大己貴神為祭神，在一旁設有矛立石，每當遇上國難需要祈禱時便會將其轉移至本殿。御先神社建於1876年，為春日造建築，《式內社調查報告》稱其祭神是稻荷神，神社則稱祭神最初是御先，然後是祖神，最後是贄賄㹳狼神，也有說法認為祭神就是中山之神的祖神。猿神社位於神社的深處，《式內社調查報告》稱其祭神是猿多彥神，信眾會將猴子的布偶供奉於猿神社以祈求豐收，順利分娩的婦女也會攜同猴子的布偶到訪猿神社。祝木神社位於大鳥居前方，一棵樹齡約800年稱為祝木的櫸樹下，祭神是大己貴神。

## 社領
貞觀4年（862年），根據《中山神社緣由》記載，神社獲授予神封公田80町（約0.79平方公里），不過根據《一宮社傳書》和《山陽道美作記》記載則是神領880町（約8.73平方公里），並且獲准守護不入。貞應3年8月10日（1224年9月24日），根據《宣陽門院所領目錄》記載，神社是不繳年貢之地（年貢不済の地），為宣陽門院的領地。正安3年（1301年）4月，根據收錄於《春日神社文書》內的《坊城俊平寄進狀》記載，坊城俊平將代代相傳的私領一宮莊的年貢中的10貫文寄進至春日大社。蒙古襲來時的弘安4年（1281年），神社獲北條時宗選中，與武藏國一宮冰川、上野國一宮貫前、伊豆國一宮三島、駿河國一宮淺間、若狹國一宮若狹彥和肥後國一宮阿蘇一同祈禱，並且最終應驗，神社也因此獲賜神領330町（約3.27平方公里）。
應永14年（1407年）3月，根據收錄於《八代恒治氏所藏文書》內的《長講堂領目錄》記載，神社仍然是不繳年貢之地，名義上為長講堂領，不過由坊城家管治。根據《建內記》嘉吉元年9月23日（1441年10月8日）條記載，藏人左少辨坊城俊秀將私領一宮莊的直務代官交託給僧人乾正都寺，同年9月29日（10月14日）獲得幕府奉行人奉書，將坊城家領一宮直務一事告知美作守護代。然而，鑑於美作國守護山名教清的影響，直務的工作並不順利，根據《康富記》嘉吉2年10月3日（1442年11月5日）條，一宮莊被守護押領，坊城俊秀就此與幕府奉行人討論。永祿6年閏12月1日（1564年1月14日），神社獲豐岡宗良以「一宮正一位大神宮役錢」名義寄進香香美公保田內1貫1百文地。根據《美作一宮誌》記載，神社在毛利氏時期的社領是310町（約3.07平方公里），不過自天正12年（1584年）起，領有美作國的宇喜多秀家開始收回神社佛閣的領地，社領在文祿年間時已經所剩無幾，最終在文祿4年（1596年）12月於神官的請求下，神社獲秀家寄進10石。
慶長6年6月5日（1601年7月4日），神社獲小早川秀秋寄進東南條郡一宮村內10石。慶長9年3月11日和11月2日（1604年4月10日和12月22日），神社先後獲森忠政寄進30石和70石，寬永12年正月18日（1635年3月7日）又獲森長繼寄進東南條郡東一宮村內10石。元祿元年11月1日（1688年11月23日），神社獲森長成安堵其在苫東郡東一宮村內80石的領地。元祿11年（1698年），神社獲松平宣富寄進15石。明治4年12月20日（1872年1月29日），根據《中山神社日記》記載，神社獲賜約兩石的原真應寺寺田。

## 境內
- 左前方較矮的建築為幣殿
幣殿後方較高的建築是本殿
- 拜殿
- 神樂殿

根據《日本社寺大觀》記載，神社境內面積達16552坪（約54717.36平方），《神社名鑑》和《式內社調查報告》稱是21725坪（約71818.18平方），《岡山縣神社誌》指20859坪（約68955.37平方），《角川日本地名大辭典》稱是9000平方米。本殿佔地41坪（約135.54平方），長寬各10.45米，柱間均是三間，木柱採用櫸樹，為入母屋造妻入建築，也是日本最古老的中山造建築，由尼子晴久在天文6年（1537年）開始興建，永祿2年完工，棟梁是中尾藤右衛門，大工是宗五郎，朝南而建，在寬保2年（1742年）曾經進行修葺，其檜皮葺屋頂在1971年曾經重鋪，並且建有千木和鰹木，也建有向唐破風造一間向拜。
幣殿（釣殿）佔地22平方米，正面和側面的柱間均是一間，切妻造建築，拜殿佔地80平方米，為正面六間，側面三間的入母屋造平入建築，建有唐破風向拜，幣殿和拜殿均由江川三郎八設計，同樣是檜皮葺屋頂，其中拜殿的屋頂在1952年曾經重鋪。拜殿東面是正面寬五間，側面三間的神餞所，兩者之間由寬一間，長六間半的走廊連結起來。神餞所北面是正面一間半，側面二間的神廄殿，神廄殿內有牛像和馬像各兩座。拜殿西南面是神樂殿。另外，神社正面入口處的花崗岩製大鳥居建於寬政3年（1791年），高8.5米，寬約7米，形態為中山鳥居，特徵是鳥居頂部向上彎以及匾額下方的橫樑不會貫穿兩旁的柱，此形態在岡山縣以外並不常見。
- 大鳥居和石燈籠
- 明和元年的狛犬
- 日俄戰爭勝利紀念狛犬

本殿前方的兩座石燈籠由森忠繼建於寬文8年（1668年）9月，呈六角形高3米，大鳥居旁邊的兩座石燈籠則建於文化13年（1816年），高2.5間（約4.55），另有安永元年（1772年）、天明元年（1781年）和明治元年（1868年）建成的石燈籠各一座，境內也有建於明和元年（1764年）形態如猴的狛犬。此外，還有紀念日俄戰爭勝利而在1908年建成的石燈籠和狛犬、1953年建成的「總神殿、御先社和神廄舍屋頂重鋪完成紀念碑」、1960年建成的「銅牛重建、蓄水池改建、手水舍轉移及屋頂重鋪、神門屋頂重鋪和走廊修建完成紀念碑」、1960年建成底座長寬2間（約3.64）的牛像、1963年建成的白鳳句碑和1976年建成的安藝麿歌碑。神門位於大鳥居和拜殿之間，又稱表神門或四腳門，門柱由朴樹製成，切妻破風屋頂，原本建於津山城大手二之丸，1874年遷移至此，前方建有石橋。此外，在1922年曾經建有稱為武德殿的劍道場，現在則是神社的停車場。
- 牛像
- 神門和石橋
- 祝木

1992年3月13日，神社佔地約6.78公頃社叢獲指定為岡山縣的鄉土自然保護地域，涵蓋祝木、大鳥居左方樹齡約500年的糙葉樹以及本殿東面高約25米的銀杏，在參道兩旁也有櫸樹、日本冷杉、小葉青岡、雞爪槭、樟樹和日本常綠橡樹等樹木。社叢與神樂尾山相連的部分雖然以日本扁柏為主，但是在社叢深處猿神社一帶的岩山則以青剛櫟為優勢種，也有具柄冬青、小葉青岡、刺葉桂櫻、山茶花、大柄冬青、髭脈榿葉樹和日本人參木等樹木。

## 祭事
| 月首祭（每月1日） 月次祭（每月15日） |                                                      |     |                   |      |                                                                       |
| 1月                                  | 元始祭（1月1日） 元始祭（1月3日）                    | 5月 | —                 | 9月  | 秋分祭（9月23日）                                                     |
| 2月                                  | 節分祭（2月3日） 紀元祭（2月11日） 祈年祭（2月17日） | 6月 | 大祓式（6月30日） | 10月 | —                                                                     |
| 3月                                  | 春分祭（3月21日）                                    | 7月 | 夏越祭（7月18日） | 11月 | 秋季大祭（御神幸祭，11月3日） 七五三祭（11月15日） 新嘗祭（11月29日） |
| 4月                                  | 春季大祭（御田植祭，4月29日）                        | 8月 | —                 | 12月 | 大祓式（除夜祭，12月31日）                                            |

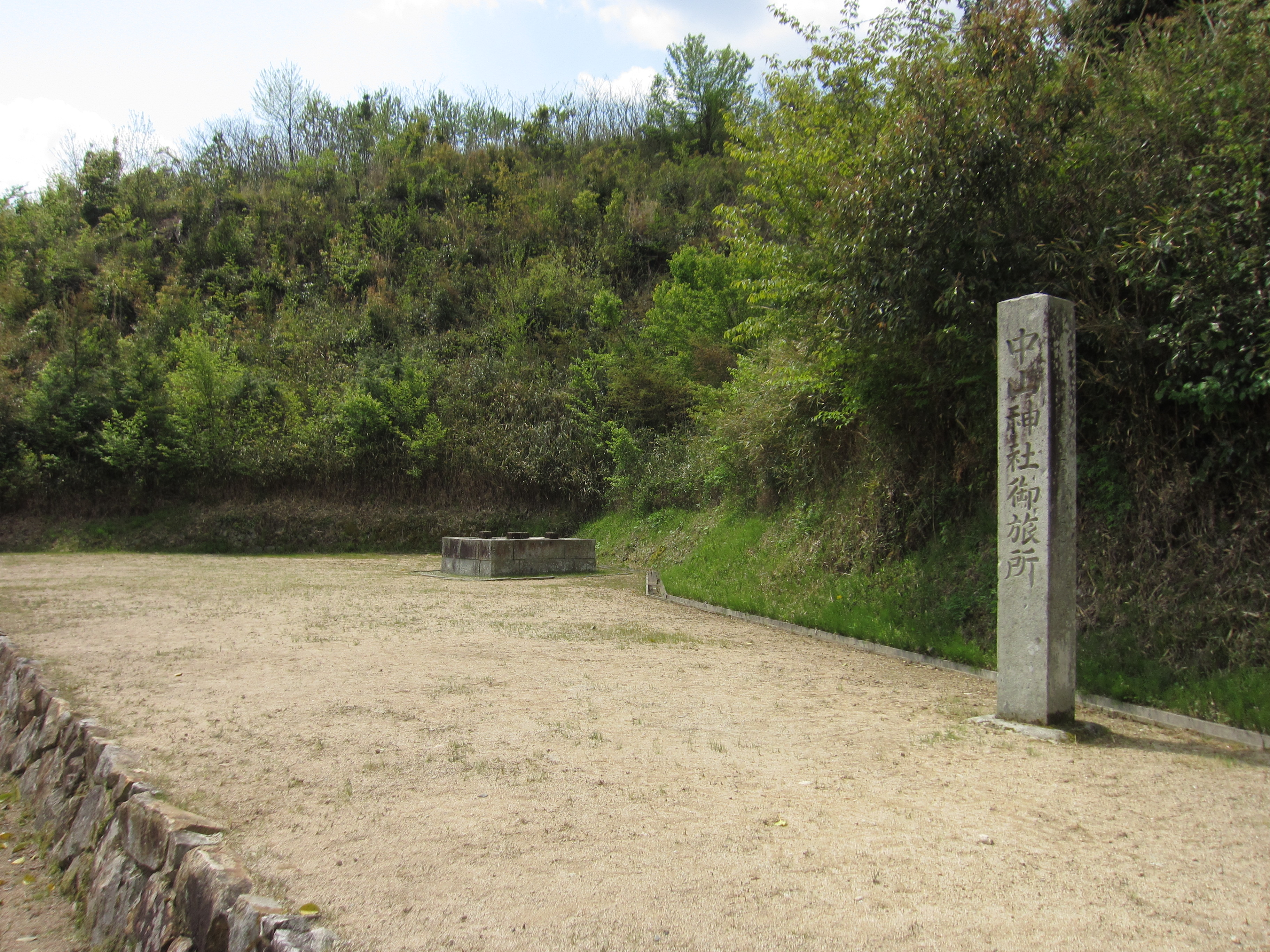
御旅所

根據《美作舊跡錄》記載，春季大祭（御田植祭）在每年4月第二個午日舉行，後來改為4月24日，昭和40年代時再改至相近的星期日，1980年起改於4月29日舉行。祭事當天，先將御靈移至放置於瑞垣前的鳳輦，然後由氏子和當地農民祈禱五穀豐收和農業順遂，並且舉行揮動鋤頭的神事和舞獅。根據明治初年的記載，由小原、一宮和山方的氏子，總共30至36人負責舞獅，田邊總共20人負責揮動鋤頭，西一宮各兩人負責太鼓和笛，近年改為各12人負責舞獅和揮動鋤頭，太鼓和笛則仍然是各兩人。雄獅和雌獅在鳳輦前對視，手持木製鋤頭的人排成三行，太鼓和笛則在兩旁，並且將境內的石地板視為水田，在伴隨著太鼓和笛的節奏下揮動鋤頭和舞獅。
夏越祭始於1912年，最初是在境內點亮由東一宮和西一宮小學生製作的約數百個角燈籠，小原和上河原在1914年起也開始參加。夏越祭當天，拜殿前的中門處會設置直徑約兩米的茅圈，氏子則手持人形穿過茅圈前來參拜，也有屋台、兒童繪畫的行燈約200個以及各種音樂活動。秋季大祭中的御神幸祭原本是在春季大祭時舉行，秋季大祭以前在舊曆9月21日舉行，當時曾經舉行流鏑馬，神幸祭也僅至鳥居為止，後來又曾經改至10月21日舉行。在本殿祭結束後，先將靈代轉移至鳳輦，負責的氏子在當值地區總代的召集下排列，神幸隊伍按順序以御先太鼓為首，接著是獅子、笛、第二太鼓、鼻、社名旗、大榊、伶人、唐櫃、盾、矛、比禮矛、弓、第三太鼓、金幣、大榊、神職、鼻、鳳輦、宮司、祭典總負責人、氏子總代和一般供奉等組成的隊伍，朝距離神社約一公里處的御旅所進發。到達御旅所後，由宮司奏上祝詞，並且在奉納舞獅後返回神社。
神社以前也曾經舉行神鹿祭、牛王祭、根本式和荷前祭。神鹿祭原本在舊曆1月15日舉行，將大菅山的兩隻鹿供奉予神明，這項祭事源於伽多野部乙丸觸怒贄賄㹳狼神，原本贄賄㹳狼神打算將其滅族，不過在伽多野部乙丸提出每年獻上兩隻鹿，並且遷移至弓削莊一事而來。不過，自從勸請贄賄㹳狼神的志呂神社創立後，便改為獻鹿至志呂神社，神鹿祭也在桓武天皇時期便告終。牛王祭原本在舊曆1月21日舉行，由神主負責派發牛王寶印。根本式是紀念鎮座於此的儀式，原本在舊曆4月3日舉行，由世襲的神主美土路家從近鄉收集初穗來舉行，期間還會奉納能樂，若鶴大夫座在天正年間（1573年至1592年）時每年均會奉納稱為神扇能的猿樂。荷前祭是冬祭，又稱御柱祭，原本在11月的第二個午日舉行，由荷前祭主東內氏和有木氏分別在美作國東部和西部收集荷前，連同御矛和白幣一同供奉於神前，旨在重現古人勸請中山大神的過程，明治維新時廢止。
以前，神社附近曾經形成市町，稱為一宮市，從御田植祭舉行的第二個午日開始，直至端午前的5月4日為止，根據《作陽誌》記載，涵蓋衣服、日用品、醫藥品、食物、馬和牛，也有人形劇表演、俳優以及遊女聚集。買賣牛馬的八月市在8月中旬為期五日的四神祭時舉行，11月則有從文祿2年（1593年）開始的霜月市，以荷前祭為中心舉行數天。在寶永和正德年間（1704年至1716年）時，各種物資的買賣轉移至城下町，一宮市變成牛馬買賣的中心地，播磨國、因幡國、伯耆國、出雲國、備前國、備中國和備後國的馬喰均會聚集於此，為當時中國地方規模最大的牛馬市集。根據天保13年（1842年）的一宮牛馬市取締的鄉中條目記載，市集僅限於在4月中午日至5月4日、8月19日至9月7日和11月中午日起五天內舉行。盡管近世對風紀有嚴格限制，但是一宮市町在寬政8年（1796年）仍然獲准配置酌取女，與完全禁止娛樂表演的城下町相比，一宮市則化身成為民眾文化的據點。

## 文化財
| 名稱                 | 文化財類別     | 指定類別         | 指定日期       | 參考資料 |
| -------------------- | -------------- | ---------------- | -------------- | -------- |
| 中山神社本殿         | 建造物         | 重要文化財       | 1914年4月17日  | [ 7 ]    |
| 中山神社祝木的櫸樹   | 天然紀念物     | 津山市指定文化財 | 1973年10月20日 | [ 10 ]   |
| 中山神社神門         | 建造物         | 津山市指定文化財 | 1975年11月15日 | [ 10 ]   |
| 中山神社戰國武將文書 | 古文書         | 津山市指定文化財 | 1975年11月15日 | [ 10 ]   |
| 中山神社惣神殿       | 建造物         | 津山市指定文化財 | 2008年10月30日 | [ 10 ]   |
| 中山神社的太鼓       | 有形民俗文化財 | 津山市指定文化財 | 2013年4月23日  | [ 10 ]   |
| 中山神社拜殿         | 建造物         | 登錄有形文化財   | 2021年6月24日  | [ 9 ]    |
| 中山神社幣殿         | 建造物         | 登錄有形文化財   | 2021年6月24日  | [ 8 ]    |

## 註解
1. ↑  苫田鄉推測現為津山市沼（日语：沼 (津山市)）、大田（日语：大田 (津山市)）和東一宮一帶[12]，《日本歷史地名大系》則指是總社（日语：総社 (津山市)）、上河原和沼一帶，高田鄉推測現為上橫野（日语：上横野）和下橫野（日语：下横野）一帶，田邊鄉則推測現為東田邊和西田邊一帶[2]。
2. ↑  《角川日本地名大辭典》稱有說法認為吉備中山本來就是指中山神社的中山[12]。
3. ↑  楢原推測現為岡山縣美作市楢原上、楢原中和楢原下（日语：楢原村 (岡山県)）一帶[12][2]。
4. ↑  霧山現為西田邊[12]。
5. ↑  不過，《中山神社資料》稱由於存在寫有寬弘6年（1009年）正一位的神額，因此神社在天慶3年（940年）平將門死後應該曾經獲昇敘[15]。
6. ↑  不過，也有說法認為是指吉備津神社[20]。
7. ↑  弓削莊現為久米郡久米南町下弓削、上弓削、松、西山寺、鹽之內和羽出木（日语：弓削町 (岡山県)）[12]。
8. ↑  公保田現為苫田郡鏡野町公保田（日语：香々美南村）[12]。
9. ↑  一宮村現為東一宮[12]。

## 外部連結
- . 岡山縣觀光聯盟.   [2023-03-23] （日语）.
- . 津山市觀光協會.   [2023-03-23] （日语）.
- . 岡山縣神社廳.   [2023-03-23]. （原始内容存档于2023-03-14） （日语）.
- . 全國一之宮巡拜會.   [2023-03-23] （日语）.